# Sutura occipitalis transversa
A sutura occipitalis transversa egy rendellenes koponyavarrat a koponya (cranium) hátsó oldalán. Akkor alakul ki, ha az inkacsont is kialakul. Ilyenkor ez a varrat a lambdavarrattal (sutura lambdoidea) együtt fogja körbe a rendellenes csontot. (közkincs kép nem áll rendelkezésre)